# Sphaerostephanos obtusifolius
Sphaerostephanos obtusifolius är en kärrbräkenväxtart som först beskrevs av Eduard Rosenstock, och fick sitt nu gällande namn av Holtt. Sphaerostephanos obtusifolius ingår i släktet Sphaerostephanos och familjen Thelypteridaceae. Inga underarter finns listade.